# Ricardo Henrique da Silva dos Santos
Ricardo Henrique da Silva dos Santos, meglio noto come Ricardo Santos (Volta Redonda, 13 febbraio 1987), è un calciatore brasiliano, attaccante dell'Uthai Thani.

## Palmarès

### Club

#### Competizioni nazionali
- Coppa dell'Imperatore: 1

Cerezo Osaka: 2017
- Coppa J.League: 1

Cerezo Osaka: 2017